# Nowa Wieś (rejon dokszycki)
Nowa Wieś (biał. Новая Вёска; ros. Новая Вёска) – wieś na Białorusi, w obwodzie witebskim, w rejonie dokszyckim, w sielsowiecie Królewszczyzna.
Nazwa dawniej używana – Nowa Wioska.

## Historia
W czasach zaborów w granicach Imperium Rosyjskiego.
W dwudziestoleciu międzywojennym wieś leżała w Polsce, w województwie wileńskim, w powiecie dziśnieńskim, do 11 kwietnia 1929 w gminie Dokszyce, następnie w gminie Porpliszcze.
Według Powszechnego Spisu Ludności z 1921 roku zamieszkiwały tu 62 osoby, 52 były wyznania rzymskokatolickiego, a 10 prawosławnego. Jednocześnie 44 mieszkańców zadeklarowało polską przynależność narodową, a 18 białoruską. Było tu 8 budynków mieszkalnych. W 1931 w 8 domach zamieszkiwało 50 osób.